# 瓜朗
瓜朗（法語：Goyrans，法語發音：[ɡwaʁɑ̃]）是法国上加龙省的一个市镇，属于图卢兹区。

## 地理
瓜朗（43°28'52"N, 1°25'55"E）面积5.75 平方千米，位于法国奧克西塔尼大區上加龙省，该省份为法国西南部内陆省份，西南端与西班牙接壤，自此顺时针与上比利牛斯省、热尔省、塔恩-加龙省、塔恩省、奥德省和阿列日省接壤。
与瓜朗接壤的市镇（或旧市镇、城区）包括：拉克鲁瓦-法尔加德、欧尔维尔、克莱蒙堡、莱兹河畔拉巴特、潘萨盖勒、潘-瑞斯塔雷。

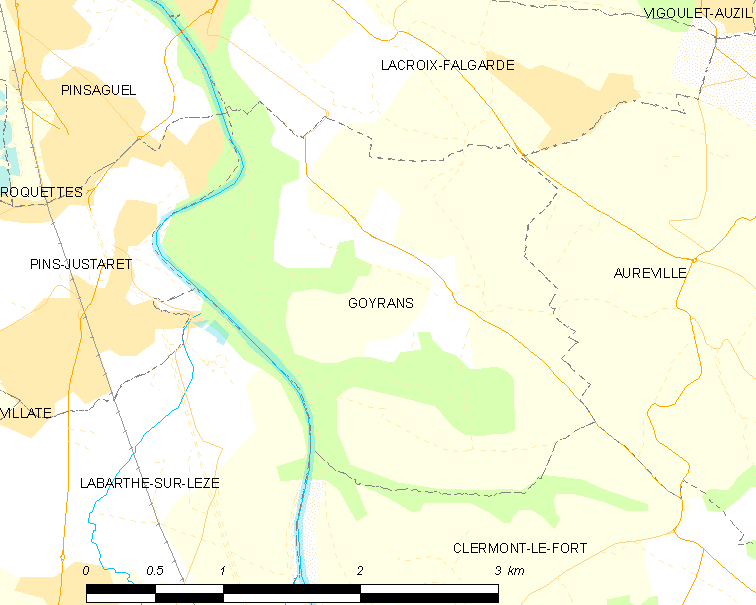
瓜朗的OSM定位图

瓜朗的时区为UTC+01:00、UTC+02:00（夏令时）。

## 行政
瓜朗的邮政编码为31120，INSEE市镇编码为31227。

## 政治
瓜朗所属的省级选区为卡斯塔内托洛桑县。

## 人口

1962-2008年间瓜朗人口变化图示

瓜朗于2022年1月1日时的人口数量为847人。